# Preservation Hall
Résidence
Preservation Hall est un club de jazz situé 726 St Peters Street, dans le French Quarter ou Vieux Carré français de La Nouvelle-Orléans (en Louisiane, aux États-Unis). Sa programmation est essentiellement composée d'artistes liés au jazz Nouvelle-Orléans.
Le Preservation Hall, de l’extérieur, présente une apparence modeste qui contraste avec son prestige : c’est un petit bâtiment dont l’aspect décrépit, aussi bien à l’intérieur qu’à l’extérieur, est soigneusement entretenu. L’architecture est dans le style colonial espagnol, à un seul étage orné d’un balcon en fer forgé. L’entrée est une porte cochère, surmontée d’une enseigne à peine visible, ouvrant sur un passage pour voitures qui mène à une cour intérieure. L’intérieur est de dimensions réduites. L’établissement est ouvert le soir de 17 h à 23 h et les amateurs forment souvent une longue file d’attente avant l’ouverture.

## Historique
Le premier bâtiment à cet emplacement fut construit en 1750. En 1803, Antoine Faisandieu en fit une taverne. Il le vendit ensuite en 1808 à Pierre et Barthélémy Jourdan. Le 30 septembre 1816, le bâtiment brûle dans l’incendie de l’Orleans Ballroom. Les architectes Gurlie et Guillot rachètent le lot, reconstruisent en respectant vraisemblablement le style d’origine, et revendent la nouvelle construction en novembre 1817 à Agathe Fanchon, femme de couleur libre, qui la conserve jusqu’en 1866. Dans la première moitié du vingtième siècle, l’aile de service et le patio constituent la résidence et le studio du photographe Joseph Woodson "Pops" Whitesell (1876-1958).
Au début des années 1960, Larry Borenstein (en) y ouvre une galerie d’art. Les musiciens de jazz de l’époque travaillant rarement à temps complet, il a l’idée d’en employer quelques-uns afin d’attirer la clientèle. Bientôt il y a affluence de public, plus attiré par le jazz que par les œuvres d’art de la galerie.
Allan et Sandra Jaffe lui succèdent et font du Preservation Hall, officiellement ouvert en 1961, une véritable institution. Avec l’explosion du rock 'n' roll et du jazz moderne, le style Nouvelle-Orléans est passé de mode : le Preservation Hall a pour vocation de maintenir et de défendre ce genre musical. Ils ignorent alors quelles sont les règles en vigueur pour la réussite d’une salle de jazz : il n’y a pas de piste de danse, et on ne sert ni nourriture ni boissons, la musique seule prévaut. Les seuls produits en vente sont les enregistrements réalisés sur place et par les musiciens de La Nouvelle-Orléans. C’est cette originalité qui fait le succès du Preservation Hall. Les musiciens, regroupés dans le Preservation Hall Jazz Band, propagent dans le monde entier la réputation du lieu.
En août 2005, l’ouragan Katrina épargne le Preservation Hall, mais il doit rester fermé pendant des mois. La réouverture a lieu les 27 et 28 avril 2006, pour célébrer le 45e anniversaire.

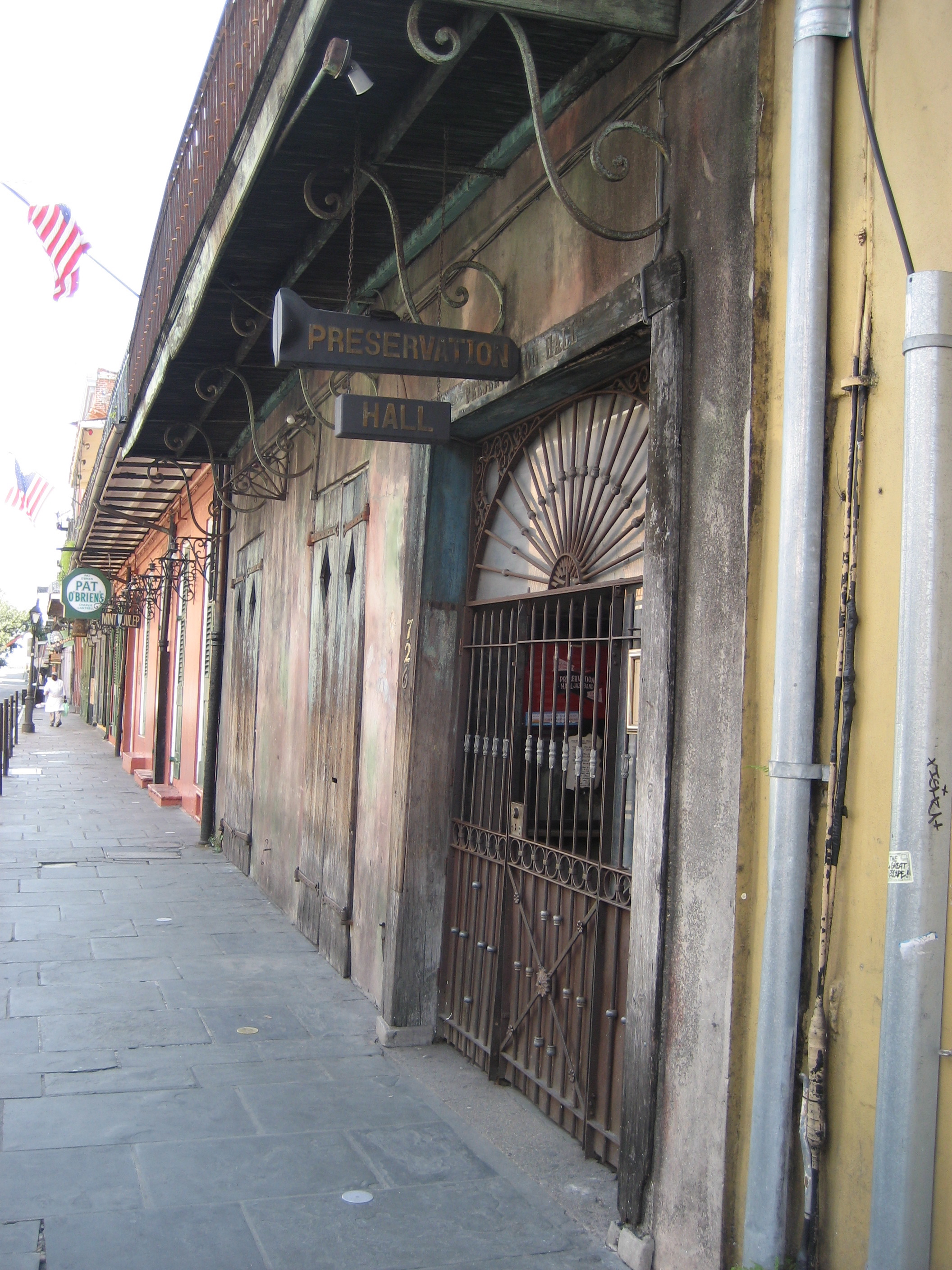
L’entrée

## Sources
- en:Preservation Hall